# James Bridle
James Bridle (nascido em 1980) é uma pessoa artista, escritora e editora de Londres. Bridle cunhou o termo e o conceito de Nova Estética (New Aesthetic, em ingês); seu trabalho "lida com as maneiras pelas quais o mundo digital em rede chega ao mundo físico offline". O seu trabalho explora aspectos do aparelho de segurança ocidental, incluindo drones e deportação de refugiados. Bridle escreveu para WIRED, Icon, Domus, Cabinet Magazine, The Atlantic e muitas outras publicações periódicas, e escreve uma coluna regular para o jornal The Guardian, abordando assuntos sobre publicação e tecnologia.

## Carreira
Bridle estudou ciência da computação e ciências cognitivas na University College London e possui o grau acadêmico de mestrado.
Foi docente adjunto do Programa de Telecomunicações Interativas da Universidade de Nova York.
Em 2018, Bridle foi responsável pela curadoria da exposição Agency, uma mostra coletiva sobre obras dos artistas Morehshin Allahyari, Sophia Al Maria, Ingrid Burrington, Navine G. Khan-Dossos, Constant Dullaart, Anna Ridler e Suzanne Treister na galeria Nome, em Berlim. Os tópicos abordados foram vigilância em massa e terrorismo transnacional, alterações climáticas e teorias da conspiração, redes anti-sociais e capitalismo voraz.
Em abril de 2019, a BBC Radio 4 transmitiu uma série de quatro partes de Bridle chamada New Ways of Seeing  examinando como a tecnologia influencia a cultura, e análoga ao livro Ways of Seeing de John Berger. Em março de 2020, Bridle fez o discurso de abertura no festival Spy on me 2 (realizado em Berlim e de forma híbrida/online). O filme de 2019, Se ti sabir, que tem como ponto de partida o idioma Sabir (Língua Franca Mediterrânica), estreou em 19 de março de 2020 em Berlim. Por causa da pandemia de COVID-19, teve sua estreia interrompida, e teve que ser transmitido no canal HAU, do YouTube. 
As obras de arte e instalações de Bridle já foram exibidas na Europa, América do Norte e do Sul, Ásia e Austrália.

## Obras escritas
- The Iraq War: A Historiography of Wikipedia Changelogs, 2010
- A nova idade das trevas: A tecnologia e o fim do futuro, Todavia, 2019,ISBN 978-6580309528
- Maneiras de ser: Animais, plantas, máquinas: a busca por uma inteligência planetária,Todavia, 2023,ISBN 978-6556923970